# Indemoniato (film)
Indemoniato (Hell Bent) è un film western statunitense del 1918 diretto da John Ford e interpretato da Harry Carey. Esiste una copia del film nella Cineteca cecoslovacca.

## Trama
Bess Thurston, il cui fratello disoccupato, Jack, non è in grado di mantenerla, ottiene un impiego in una sala da ballo. Questo tronca le illusioni di Cheyenne Harry, che si è innamorato di lei. Quando la salva dalle avances di Beau Ross, la sua fiducia in lei torna ad essere quella di prima. Il fratello di Bess aiuta Beau in un tentativo di rapina e Harry permette loro di fuggire. Beau porta Bess con sé nel deserto. Harry li segue ed ingaggia un duello con Beau in cui vengono feriti entrambi. Bess sale sull'unico cavallo rimasto mentre Beau e Harry lottano a piedi. Una tempesta di sabbia provoca la morte di Beau, ma Harry riesce a sopravvivere e a trovare la felicità con Bess.

## Produzione
Diverse scene sono state girate al Beale’s Cut, un passaggio attraverso le montagne di San Gabriel e Santa Susana a nord di Los Angeles. Scavato nel 1850, il passaggio era profondo settanta piedi e largo trenta piedi.

## Distribuzione
Il copyright del film, richiesto dalla Universal Film Mfg. Co., Inc., fu registrato il 6 giugno 1918 con il numero LP12517.

Il film fu presentato in prima il 29 giugno 1918, distribuito nelle sale il 6 luglio.

## Ricezione
Come molti film americani dell'epoca, Hell Bent è stato soggetto a restrizioni e tagli da parte delle commissioni di censura dei film, cittadine e statali. Ad esempio, il Chicago Board of Censors tagliò tutte le scene della rapina sul palco, due scene di uomini che lavoravano al sicuro, tutte le scene di rapina sulla carrozza, una scena nella quale veniva legato un uomo al cavallo e tre scene di banditi mentre sparavano.

## Conservazione
Copia completa della pellicola si trova conservata negli archivi del George Eastman House di Rochester.

## Restauro e home video
Nel 2019, il film è stato restaurato digitalmente da Universal Pictures e pubblicato l'anno successivo in Blu-ray e DVD da Kino Lorber.